# 毓賢

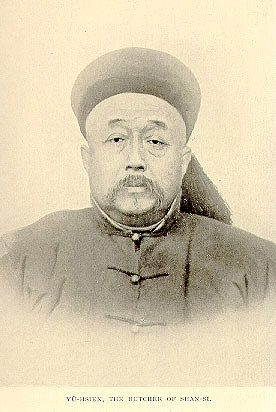
毓賢

毓賢（いくけん、Yuxian、? - 1901年2月22日）は、中国清末の官僚。字は佐臣。内務府満州正黄旗イェヘヤンジャ氏（yehe yanja hala、葉赫顔扎氏）。
光緒15年（1889年）、山東省曹州府の知府となり、3カ月で盗賊1,500人を殺したことで名を知られるようになった。光緒22年（1896年）、山東布政使に昇進。光緒25年（1899年）に山東巡撫に就任した。
当時の山東省では排外感情が増し、光緒23年（1897年）に大刀会がドイツ人のキリスト教宣教師2名を殺害するという曹州教案が発生して、巡撫李秉衡が解任された。そのような状況の中、山東巡撫に就任した毓賢は「民心用いるべし」として義和拳民を団練に編入し、合法組織の「義和団」が成立した。また義和団に「毓」字の旗を与え、義和団が教会を焼き討ちしキリスト教徒を殺害するのを放置し、キリスト教徒が保護を求めても無視をした。そのため外国の圧力で政府から解任され、袁世凱と交代した。しかし解任後も北京で端郡王載漪・荘親王載勛・大学士剛毅らに義和団を利用するように勧め、西太后にも謁見した。
光緒26年（1900年）になると山西巡撫に復帰。山西巡撫在任中に毓賢の排外主義は更に苛烈さを増し、義和団を使嗾して教会を焼かせ、宣教師を殺害させた。太原では46人の宣教師とその家族（11名の幼児を含む）が殺害、山西省全体では191人の宣教師が殺害され、1万人の中国人信者も殺害され、教会や病院225個所が破壊された。山西省では他の省と比べて最も多く外国人が殺害されたのである。
同年、義和団の乱が鎮圧された後、連合軍は毓賢を戦犯に指名した。9月26日に毓賢は免職となり、新疆省へ流罪となった。そして翌光緒27年（1901年）2月22日、新疆に行く途中の蘭州で処刑された。
毓賢は残忍ではあったが清廉であったので、山西省の人々は祠堂を建てて祀ろうとしたが、朝廷の命令で中止された。